# Acanthocarpus preissii
Acanthocarpus preissii je korenikasta trajnica iz družine beluševk (Asparagaceae). Raste na obalnih sipinah v Zahodni Avstraliji. V svojem naravnem okolju cveti med aprilom in majem, cvetovi so bele barve.